# Pyrausta napaealis
Pyrausta napaealis is een vlinder van de familie van de grasmotten (Crambidae). De wetenschappelijke naam van deze soort is voor het eerst voorgesteld als Paraedis napaealis door George Duryea Hulst in een publicatie uit 1886.
De soort komt voor in de westelijke helft van de Verenigde Staten